# 黄奕中
黄奕中（1981年8月24日—），中国湖南省长沙市人，中国棋院职业围棋七段（2008年7月晋升）。
黄7岁学习围棋，10岁进入湖南省队，12岁投于著名围棋教练罗建文门下为内弟子。1994年，黄入段成功，成为职业棋手，并进入中国国家围棋少年队。1999年，黄在中国围棋甲级联赛中获得胜率第一。2002年，他又挑战常昊成功，夺得天元战冠军，获得第16届富士通杯参赛资格。

## 國際比賽成績
- 2007年：三星杯4强
- 2008年：与范蔚菁合作，夺得世界智運會混合双人赛金牌；三星杯4强
- 2009年：BC卡盃8強